# Anthophora postica
Anthophora postica är en biart som beskrevs av Joseph Vachal 1910. Anthophora postica ingår i släktet pälsbin, och familjen långtungebin. Inga underarter finns listade i Catalogue of Life.